# They/Them
They/Them (pronunciado "they-slash-them") es una película slasher estadounidense de 2022 escrita y dirigida por John Logan, en su debut como director, y producida por Jason Blum a través de su sello Blumhouse Productions. Está protagonizada por Theo Germaine, Carrie Preston, Anna Chlumsky, Austin Crute, Quei Tann, Anna Lore, Cooper Koch, Monique Kim, Darwin del Fabro, Hayley Griffith, Boone Platt, Mark Ashworth y Kevin Bacon, y sigue a un grupo de adolescentes LGBTQ y un asesino enmascarado en un campo de conversión.
La película se estrenó en el festival de cine Outfest el 24 de julio de 2022 y se estrenó vía streaming en Peacock el 5 de agosto de 2022. Recibió reseñas mixtas de los críticos, quienes elogiaron su elenco y tema inclusivos, pero encontraron deficiente la ejecución de la historia.

## Reparto
- Kevin Bacon como Owen Whistler
- Theo Germaine como Jordan Lewis

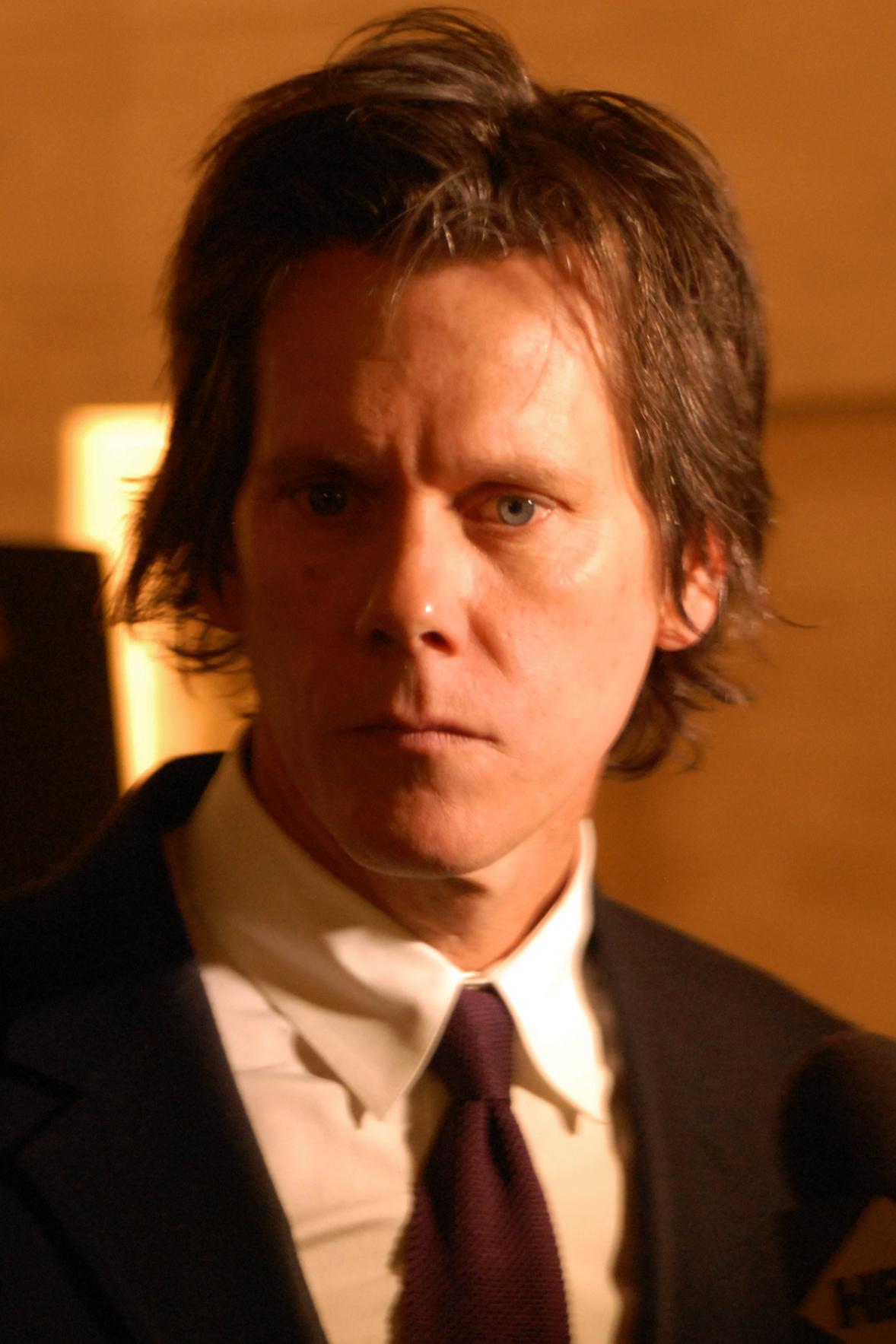
Kevin Bacon interpreta a Owen Whistler y también actuó como productor ejecutivo de la película.

- Anna Chlumsky como Molly Erickson / Angie Phelps
- Carrie Preston como la Dra. Cora Whistler
- Quei Tann como Alexandra Traven
- Austin Crute como Toby O'Neal
- Anna Lore como Kim Hartman
- Monique Kim como Verónica Lim
- Cooper Koch como Stuart Smith Williams
- Darwin Del Fabro como Gabriel Hernández
- Hayley Griffith como Sarah Kahan
- Boone Platt como Zane Whistler
- Mark Ashworth como Balthazar Riggs

## Producción
El 9 de abril de 2021, se anunció que John Logan escribiría y dirigiría la película de terror Whistler Camp en su debut como director, con Jason Blum y Michael Aguilar como productores de Blumhouse Productions. En septiembre de 2021, la película quedó sin título y se informó que Theo Germaine, Kevin Bacon, Carrie Preston, y Anna Chlumsky se habían unido al elenco; Bacon y Scott Turner Schofield son productores ejecutivos. La fotografía principal con la directora de fotografía Lyn Moncrief comenzó en Atlanta en Camp Rutledge el 13 de septiembre de 2021, bajo el título provisional Rejoice. El 1 de octubre se anunció que la película se estrenaría en Peacock y que también protagonizarían Quei Tann, Austin Crute, Anna Lore, Monique Kim, Cooper Koch y Darwin del Fabro. Blum dijo que se sintió atraído por hacer un largometraje sobre la terapia de conversión luego del lanzamiento del documental Pray Away. También aclaró que la idea de la película fue concebida en su totalidad por Logan, quien la escribió como guion especulativo.

## Estreno
La película se estrenó en el festival de cine Outfest el 24 de julio de 2022. Se estrenó en Peacock el 5 de agosto de 2022.
Fue estrenada de forma digital por Universal Pictures en el Reino Unido en diciembre de 2022.